# Rievaulx
Rievaulx – wieś w Anglii, w hrabstwie North Yorkshire. Leży nad rzeką Rye, na terenie parku narodowego North York Moors, 34 km na północ od miasta York i 313 km na północ od Londynu.
Znajdują się tu ruiny opactwa Rievaulx.